# Arie
Unter einer Arie (italienisch Aria = ‚Weise‘, ‚Luft‘; dies wiederum von lateinisch aer bzw. altgriechisch ἀήρ = ‚Luft‘) versteht man ein solistisch vorgetragenes Gesangsstück in der klassischen Musik. Eine dazugehörige Instrumentalbegleitung kann von der reinen Continuo-Begleitung mit nur einer Laute oder einem Cembalo, über ein kleines Ensemble mit einem oder mehreren Solo-Instrumenten bis hin zu einem großen Orchester gehen.
Meistens ist eine Arie ein Teil eines größeren Werkes wie einer Oper, einer Kantate oder eines Oratoriums. Es gibt jedoch auch Einzelkompositionen, wie z. B. die Konzertarie.
Die Arie vermittelt die Gefühle und Stimmungen, den sogenannten Affekt, eines bestimmten Moments, d. h. im Normalfall findet keine Handlung statt, im Gegensatz zum Rezitativ. Es können die verschiedensten Gefühle ausgedrückt werden, wie Liebe, Freude, Wut, Rachlust, Entrüstung, Angst, Zweifel usw. In der barocken Oper entstanden schon im 17. Jahrhundert je nach Inhalt außerdem bestimmte Typen, wie die Sturmarie – im Text oft mit Vergleichen wie einem stürmischen Meer oder einem sinkenden Schiff -, die Beschwörungsarie, Verführungsarie, Schlummerarie, Abschiedsarie, Toilettenarie – letztere wurde von einer Frau gesungen, die sich vor ihrem Spiegel schön macht und schmückt. Sehr beliebt waren auch Arien, die den Gesang der Vögel imitieren.
Im Vergleich zum Sprechgesang des Rezitativs wird die Stimme in einer Arie rein lyrisch und melodisch behandelt (melismatisch), und besonders in der Ära des Belcanto auch oft kunstvoll und verziert. Auch die Begleitung kann melodisch und reich ausgeschmückt sein. In einer Arie sind oft Wiederholungen in Text und Melodie enthalten.
Ist ein Stück weniger umfangreich, der Affekt gemäßigter, so spricht man auch von einer Ariette, einer „kleinen Arie“.
In einer Opera seria im 18. Jahrhundert standen einer Primadonna oder einem primo uomo (normalerweise ein Kastrat) mindestens fünf Arien zu – jede Arie von einem anderen Affekt oder Charakter –, der seconda donna und dem secondo uomo drei Arien, kleinere Nebenrollen bekamen nur ein oder zwei, oder gar keine Arie.

## Typen
Es gibt verschiedene Arientypen:
- Die Da-Capo-Arie ist eine dreiteilige Arie, bei der der erste Teil wiederholt wird[4].
- Die Cavatine ist eine liedhafte Arie.
- Die Cabaletta ist eine einstrophige Arie von oft zündendem Rhythmus. Cavatine (oder Aria) und Cabaletta werden oft zu einer zweiteiligen Arienform kombiniert.
- Eine Bravourarie ist eine schwierige, auf virtuose Wirkung abzielende Arie.
- Die erste Arie einer Opernfigur nennt man Auftrittsarie. Sie dient in der Regel dazu, die Figur vorzustellen. Beispiele dafür sind die Arie Der Vogelfänger bin ich ja des Papageno aus der Oper Die Zauberflöte oder die Arie Durch die Wälder, durch die Auen des Max  aus Der Freischütz.
- Zum Szenenschluss gibt es außerdem die sogenannte Abgangsarie. Eine Sonderform ist die Aria finale am Ende einer Oper, die besonders im romantischen Belcanto des frühen 19. Jahrhunderts eine große Rolle spielte. Sie war meistens der Primadonna vorbehalten, die darin all ihr Können demonstrieren konnte und vor allem bei einem lieto fine ein Koloraturenfeuerwerk abbrennen konnte (z. B. in Rossinis Cenerentola). Ab Ende der 1820er Jahre war die Aria finale oft mit dem Tod der Figur verbunden (z. B. in Donizettis Anna Bolena, Maria Stuarda oder Lucia di Lammermoor).

## Begriffsdifferenzierung
Im Gegensatz zur affektbetonten Arie steht das Rezitativ, das die Handlung vorantreiben soll. Es enthält normalerweise keine Wiederholungen, und seine Begleitung ist einfacher als die einer Arie. Vor allem jedoch ist für das Rezitativ ein Sprechgesang typisch, der im Gegensatz zu dem Lyrismus einer Arie steht.
Innerhalb eines Rezitativs können kurze melodiösere, arienartige Abschnitte begegnen, diese nennt man Arioso.
Sehr oft ist einer Arie ein Rezitativ vorangestellt, das inhaltlich bereits die Arie vorbereitet, also die Abfolge: Rezitativ – Arie. Das gilt besonders innerhalb von Opern, Oratorien und Kantaten, aber auch bei Konzertarien.
Eine Arie unterscheidet sich von Gesangsstücken für mehrere Gesangsstimmen, die je nach Anzahl der beteiligten Stimmen Duett, Terzett, Quartett etc. genannt werden. In einer Oper gibt es auch Stücke mit noch mehreren Gesangspartien, z. T. sogar mit Chor, der übergeordnete Begriff dafür lautet: Ensemble.
Im Gegensatz zur Arie ist das Lied sowohl formal, und besonders gesanglich (bzw. gesangstechnisch) normalerweise einfacher gehalten. Die Grenzen sind jedoch fließend. So können die Anforderungen vor allem an eine expressive Gestaltung beim sogenannten Kunstlied beachtlich sein; dieses ist jedoch inhaltlich und in der Besetzung normalerweise intim gehalten.

## Geschichte und Formen
- Eine frühe Form der Aria, die schon Giulio Caccini (Le nuove musiche, 1601 und 1614)[5] und andere Komponisten um 1600 und in der ersten Hälfte des 17. Jahrhunderts verwendeten, hatte eine Strophenform, d. h. die ganze, meist eher kurze Aria wurde mindestens einmal wiederholt, je nach Zahl der Strophen. Der Charakter solcher Arien ist meistens leichtfüßig, und sie sind oft in Dreiermetren gehalten, die Begleitung im Frühbarock bestand oft nur aus dem Continuo. Diese Arien konnten auch von vornherein virtuos sein und Koloraturen enthalten. Rein theoretisch wäre außerdem eine jeweils andere Auszierung und / oder Darstellung durch den Sänger bzw. die Sängerin bei jeder Wiederholung denkbar (eventuell durch den jeweils unterschiedlichen Text motiviert). Die Arie in Strophenform wurde auch später noch verwendet, beispielsweise Papagenos Arie „Der Vogelfänger bin ich ja“ aus Mozarts Zauberflöte (1791).
- Eine zweiteilige Arien-Form  ||: a :||: b :||  steht formal in einem engen Verhältnis zur zeitgenössischen barocken Tanzmusik. Dies war die normale und meistverwendete Arienform der französischen Barockoper (Lully, Campra, Rameau u. a.). Charakterlich konnten solche Arien einem ganz konkreten Tanz entsprechen, z. B. einem Menuett, einer Gavotte, einer Loure etc. Diese Art der zweiteiligen Arien wurden aber auch in italienischer oder italienisch beeinflusster Musik verwendet, beispielsweise von Händel (besonders in frühen Opern wie Agrippina (1709) oder später in Serse (1738)) oder von Reinhard Keiser. In der italienischen und deutschen Oper konnten die Reprisen (Wiederholungen) vom Sänger ausgeziert werden; in der französischen Oper waren zusätzliche willkürliche Verzierungen jedoch nicht üblich.
- Im frühen Barock bis ca. 1680/1700 waren auch Ostinato-Arien sehr beliebt, oft als Lamento. Beispiele gibt es besonders in den Opern Francesco Cavallis oder in Henry Purcells Dido and Aeneas (1689).
- Eine beherrschende Stellung in der Barockmusik erlangte die Da-capo-Arie in der Form A-B-A. Dabei bilden die beiden Teile A und B oft (aber nicht immer) einen deutlichen Kontrast, z. B. steht der B-Teil meistens und mindestens in einer anderen Tonart, oder er moduliert durch und in andere Tonarten. Im Extremfall hat er sogar einen ganz anderen Affekt und kann dann nicht nur in einem anderen Tempo, sondern auch in einem anderen Metrum stehen (z. B. „Ah mio cor, schernito sei“ in Händels Alcina (1735)).
 Ein wichtiger Sinn der Dacapo-Arie ist, dass die Wiederholung des A-Teils vom Sänger nach Möglichkeit mit willkürlichen Manieren ausgeziert werden sollte, also mit zusätzlichen Läufen, Umspielungen, auch Trillern u. a. Allerdings wurde auch der originale A- und der B-Teil mit Trillern verziert, vor allem bei Kadenzen – dies war völlig selbstverständlich, und wurde deshalb auch normalerweise gar nicht notiert,[6] im Gegensatz zur französischen Musik, wo man alle Triller und Mordente aufschrieb.[7] Die Dacapo-Arie war also eine bedeutende Möglichkeit, die eigene Fantasie und sogar kompositorische Fähigkeiten zu demonstrieren, und natürlich die eigenen stimmlichen und technischen Fähigkeiten des Sängers ins rechte Licht zu rücken. Zur Freude des Publikums.
Die erste Da-Capo-Arie taucht zuerst in Monteverdis L’Orfeo (1607) auf. Im 17. und 18. Jahrhundert wird die Form weiter ausgebaut. Nicht selten enthalten große Da-capo-Arien auch rein instrumentale Ritornelle. Zur höchsten Blüte kam die Da-capo-Arie am Höhepunkt der Neapolitanischen Opernschule. Während die alte einfache Strophenliedform der Arie der Charakterisierung volkstümlicher Partien (in der Opera buffa) vorbehalten blieb, war die Dacapo-Arie ein typischer Bestandteil des aristokratischen oder mythologischen Personals der Opera seria. Die Dacapo-Arienform wurde ab ca. 1750 häufig leicht abgewandelt, dabei wurde der A-Teil oft etwas verkürzt (Dal segno), beispielsweise konnte eine lange Orchestereinleitung wegfallen (z. B. in frühen Mozart-Opern wie Mitridate (1770) oder Lucio Silla (1772)).
 Zu den Komponisten, welche Dacapo-Arien schrieben, gehören: Alessandro Scarlatti und andere Vertreter der Neapolitanischen Oper, Antonio Caldara, Antonio Vivaldi, Giovanni Bononcini, Nicola Antonio Porpora, Georg Friedrich Händel, Johann Sebastian Bach, Georg Philipp Telemann, Johann Adolph Hasse, Baldassare Galuppi, Wolfgang Amadeus Mozart u. v. a.
- Im Spätbarock bis ca. 1800 kam auch das Rondo (A-B-A-C-A) auf, in der klassischen Oper meistens als Rondò finale. Das letztere war ausschließlich dem Primo uomo oder der Primadonna vorbehalten, und wurde erst gegen Ende gesungen. Beispiele sind in Mozarts La clemenza di Tito (1791) die Arien „Deh, per questi istante solo“ für den primo uomo Sesto und „Non più di fiori“ für die prima donna Vitellia. Auch hier bieten rein theoretisch alle Wiederholungen des A-Teils dem Sänger oder der Sängerin die Möglichkeit für Ausschmückungen mit eigenen improvisierten Ornamenten, die im Idealfall bei jeder Wiederholung zum Ende hin üppiger werden können, im Sinne einer Steigerung – allerdings muss dabei natürlich der Ausdruck (affetto) und Tonfall der Arie beachtet werden.
- Nach 1750 kam auch eine zweiteilige Arien-Form A-B (oder A-A'-B) auf, die bereits auf die typische Arienform in der Belcanto-Oper des 19. Jahrhunderts hinwies. Diese Arienform war im Gegensatz zum statischen oder quasi-Konzert-Charakter der Dacapo-Arie dynamischer und konnte von Komponisten wie Mozart oder Salieri auch dramaturgisch nutzbar gemacht werden. Die beiden Teile gehen oft ineinander über, davon ist der erste normalerweise langsam oder mäßig und meditativ, der zweite schnell und tendenziell virtuos. Ein typisches Beispiel hierfür ist z. B. Mozarts Konzert- bzw. Einlage-Arie „Vorrei spiegarvi, o Dio“, KV 418 (1783), oder auch die erste Arie der Königin der Nacht „O zittre nicht, mein lieber Sohn“ in der Zauberflöte.
- Diese Arienform wurde in der italienischen Belcanto-Oper des 19. Jahrhunderts noch ausgebaut, und besteht dort grundsätzlich aus einer ersten Aria oder Cavatine in einem lyrischen Moderato- oder Largo-Tempo, und einer abschließenden meist virtuosen Cabaletta; sowohl die Aria als auch die Cabaletta wurden oft wiederholt, und auch fürs 19. Jahrhundert ist bekannt, dass Wiederholungen in Arien grundsätzlich von Sängerin oder Sänger ausgeziert wurden.[8] Zwischen diesen beiden Teilen gibt es oft einen mehr oder weniger langen und manchmal musikalisch gewichtigen Übergangsteil in der Mitte, wodurch das Ganze noch dynamischer und stärker in die Handlung eingebunden wird. Beispiele finden sich in jeder Oper von Komponisten wie Rossini, Bellini, Donizetti, dem frühen Verdi u. a., genannt sei hier die Auftrittsarie der Lucia „Regnava nel silenzio (= cavatina) … Quando rapita in estasi (= cabaletta)“ aus Donizettis Lucia di Lammermoor (1837).
 Die gleiche Form haben grundsätzlich auch Duette und andere Ensembles, und es kamen auch häufig Arien mit Einwürfen anderer Solisten und/oder des Chores vor, wie z. B. in Bellinis berühmter Arie „Casta Diva (= cavatina)... Ah, bello, a me ritorna (= cabaletta)“ aus Norma (1831).
- Rossini, Mercadante u. a. verwendeten auch manchmal eine erweiterte Variationsform als Arie, z. B. „D' Amor al dolce impero“ in Rossinis Armida (1817), die ebenfalls Ritornelle und eine Coda für Chor hat. Solche Variationsformen dienten besonders der Zurschaustellung sängerischer Bravour.
- Im späten 18. Jahrhundert, sowohl in der komischen Oper, und auch nach der so genannten Opernreform durch Christoph Willibald Gluck, der damit die von anderen formalen Schemata geprägte Tradition der französischen Oper weitergab, näherte sich die Arie wieder mehr der Liedform an. Besonders in Deutschland im 19. Jahrhundert wurde die Arie dabei zunehmend stark vom Volkslied beeinflusst (z. B. Webers Freischütz (1821)). In der spätromantischen und veristischen Oper ging die Arie immer mehr in der Szene oder Scena auf.